# Hemieuxoa glaucina
Hemieuxoa glaucina là một loài bướm đêm trong họ Noctuidae.